# Gay Pride Istanbul

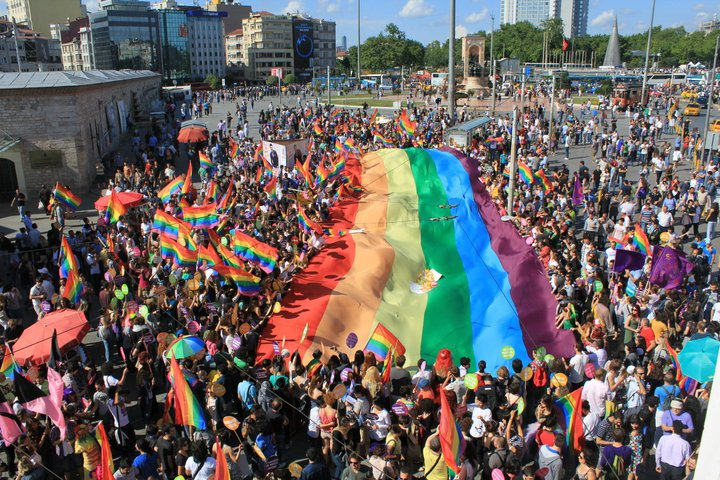
Istanbuler Schwulenparade 2011, Taksim-Platz

Die Gay Pride Istanbul (türkisch Onur Yürüyüşü) ist eine LGBT-Pride-Parade bzw. -Demonstration, die seit 2003 jährlich – ab 2015 mit Unterbrechungen und Verboten – in der größten Stadt der Türkei, Istanbul, abgehalten wird. Sie war bis 2015 die größte Schwulenparade in Südosteuropa. Bei ihrem Beginn war die Gay Pride Istanbul die einzige Demonstration von Homosexuellen in einem Land mit mehrheitlich muslimischen Menschen. Seit 2015 verbietet die Istanbuler Stadtverwaltung die Veranstaltung aus unterschiedlichen Gründen.

## Geschichte

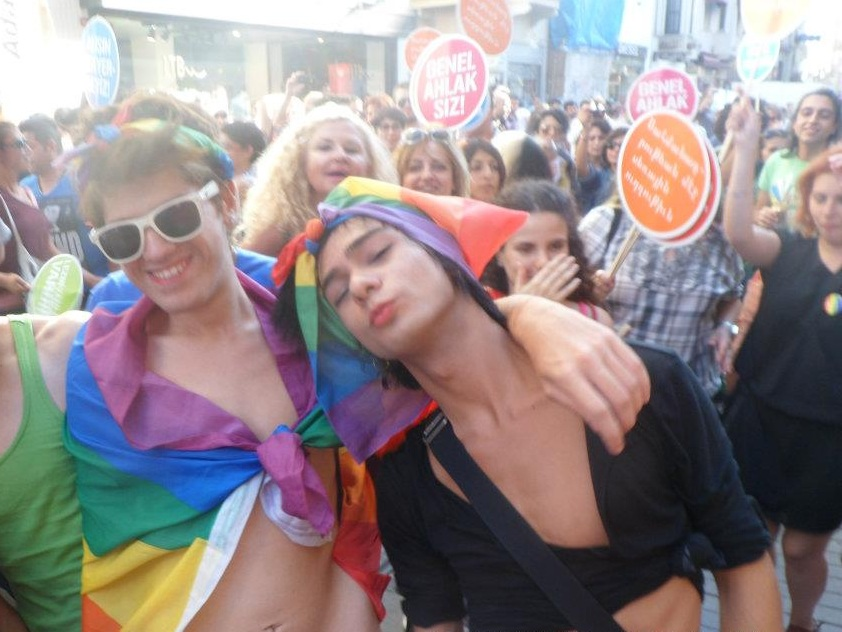
Schwule Türken demonstrieren auf der İstiklal Caddesi in Istanbul

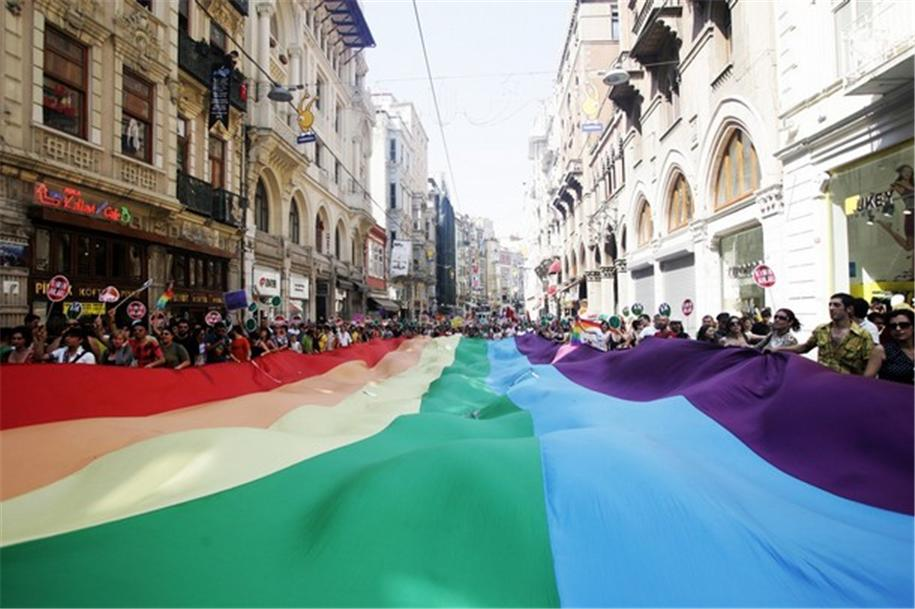
Istanbuler Schwulenparade 2008, İstiklal Caddese

Das Ereignis fand erstmals im Jahr 2003 statt und wird nun jedes Jahr am letzten Sonntag im Juni oder am ersten Sonntag im Juli veranstaltet, um das Ende der Istanbul-Pride-Woche zu markieren. Weit über 30 Personen nahmen an der ersten Schwulenparade Istanbuls teil. Die Teilnehmer versammeln sich zuerst am Taksim-Platz und marschieren anschließend die boulevardähnliche İstiklal Caddesi entlang.
Die Teilnehmerzahlen nahmen jedes Jahr stark zu, sodass im Jahr 2010 über 5.000 Personen teilnahmen. Die Zahl verdoppelte sich 2011 auf 10.000 Personen, was die Gay Pride Istanbul zur größten ihrer Art im östlichen Europa machte. Der Marsch zur Schwulenparade 2012, die am 1. Juli stattfand, zog bis zu 30.000 Personen an.
Am 30. Juni 2013 zog die Schwulenparade fast 100.000 Personen an. Die Protestierenden wurden von Demonstranten des Gezi-Parks begleitet (Proteste in der Türkei 2013), was die Gay Pride Istanbul 2013 zur größten Schwulenparade machte, die je in der Türkei und in Osteuropa abgehalten wurde.
Im Juni 2015 wurde der Umzug von der Polizei angegriffen. Viele der Teilnehmenden wurden verletzt.
Im Juni 2016 verweigerte das Amt des Gouverneurs der Provinz Istanbul die Genehmigung der Parade, nachdem Jugendgruppen der rechtsextremen Großen Einheitspartei (BBP) gedroht hatten, „alles zu tun, was nötig sei“, um die Parade zu stoppen. Der Vertreter der BBP Istanbul, Kursat Mican, hatte erklärt: „Liebe Offizielle, bringt uns nicht dazu, dass wir uns um sie kümmern müssen. Entweder ihr tut, was getan werden muss, oder wir werden das übernehmen. Wir sind bereit, jedes Risiko einzugehen. Wir werden die Parade davon abhalten, stattfinden zu können.“ Man werde es nicht zulassen, dass „Degenerierte“ ihre Fantasien in der Stadt verbreiten könnten.
2017 wurde die Gay Pride Parade von Einsatzkräften der Istanbuler Polizei unter Einsatz von Gummigeschossen und Wasserwerfern verhindert. Sie fiel in diesem Jahr mit dem Fest des Fastenbrechens zum Abschluss des Ramadan zusammen. In sozialen Netzwerken hatten türkische Nationalisten und Rechtsextremisten Stimmung gegen die Veranstaltung gemacht. Der Provinzgouverneur hatte die Veranstaltung einen Tag vor ihrem vorgesehenen Stattfinden aus Sicherheitsgründen verboten. Laut den Behörden gefährde die Gay Pride Istanbul die Sicherheit von Bürgern und Touristen sowie die öffentliche Ordnung. Die Einsatzkräfte sperrten den Bereich um die İstiklal Caddesi ab. Einige Aktivisten schafften es dennoch, sich zu versammeln, und skandierten Slogans, woraufhin mehrere von ihnen festgenommen wurden. Die Organisatoren gaben an, dass mehr als 20 Personen festgenommen wurden. Bei der Zerstreuung der Versammlung setzte die Polizei Gummigeschosse ein.
2022 wurde die Parade erneut vom Gouverneur verboten und im Anschluss daran hunderte Menschen festgenommen. 2023 demonstrierten mehrere hundert Menschen. Es gab Festnahmen. Auch 2024 gab es Proteste, dieses Mal auf der asiatischen Seite der Stadt. Es kam zu Festnahmen.

## Behörden und Organisatoren
Der Istanbuler Marsch des Stolzes wird von der türkischen Regierung und der Istanbuler Regionalregierung abgelehnt. Seit 2015 verbietet die Istanbuler Stadtverwaltung die Veranstaltung aus unterschiedlichen Gründen jedes Jahr offiziell. Organisationen, die sich zusammentaten, um das jährliche Ereignis zu organisieren, sind:
- Bahçeşehir Üniversitesi “Gri (Gender roles and identities)” Kulübü
- Bilkent Üniversitesi Think colorful! LGBTQ student’s Society
- Bilgi Gökkuşağı LGBT student’s Society
- Hebûn LGBT Diyarbakır Organization
- İLLET İstanbul anti-authoritarian pleasure and resistance network of feminist women, trans, queer. İstanbul LGBT Solidarity Association.
- İstanbul LGBTT Solidarity Organization
- İTÜ Cins Arı LGBT Öğrenci Topluluğu
- İÜ Radar LGBT Öğrenci Topluluğu
- Kadın Kapısı (Women’s door)
- Kaos Gay and Lesbian Cultural Research and Solidarity Association
- LİSTAG – Istanbul group of Families of LGBT
- luBUnya Boğaziçi Üniversitesi LGBT Society
- MorEl Eskişehir LGBTT Organization
- ODTÜ LGBT Dayanışması
- Pembe Hayat LGBTT Solidarity Association
- Sabancı Üniversitesi Gender Club
- Siyah Pembe Üçgen İzmir LGBTT Association
- Voltrans Trans Erkek Initiative
- SPoD Social Policies, Gender Identity and Sexual Orientation Studies Association

Andere Institutionen und Organisationen, die zur LGBT-Parade beitragen, sind:
- Amnesty International
- Anadolu Kültür
- Open Society Foundation
- Rattenbar

## Politischer Einfluss
Politiker, die an der Gay Pride Istanbul teilnahmen, kamen vor allem aus den Oppositionsparteien Barış ve Demokrasi Partisi (BDP) und Cumhuriyet Halk Partisi (CHP):
- Ertuğrul Kürkçü
- Melda Onur
- Sebahat Tuncel
- Sırrı Süreyya Önder

Mitglieder des Europäischen Parlaments nahmen an dem Marsch ebenfalls teil. Sie rufen die türkischen Behörden auf, grundlegende Menschenrechte und bürgerliche Freiheiten auch allen LGBT-Personen zu garantieren.
- Volker Beck (MdB, Bündnis 90/Die Grünen)